# Зимен сън (филм)
„Зимен сън“ (на турски: Kış Uykusu) е турско-френско-германски драматичен филм от 2014 година на режисьора Нури Билге Джейлан. Сценарият е дело на Нури Билге Джейлан и съпругата му Ебру Джейлан. По думите на режисьора, филмът е вдъхновен от разказите на Чехов. С него Джейлан печели голямата награда „Златна палма“ на международния кинофестивал в Кан (Франция) за 2014 г. 

## Сюжет
Действието се разиграва в почти усамотен хотел в Кападокия, чийто съдържател е главният герой Айдън. Той се е оттеглил от големия град, заедно с жена си Нихал и сестра си Неджля, след кариера в киното и театъра. Освен хотела си, Айдън притежава и имоти, отдавани под наем, което го поставя в позицията на финансово привилегирован човек. След като динамиката от ежедневието намалява с идването на зимата и малкия брой гости в хотела, отношенията между него, Нихал и Неджля се изострят и героите влизат в разгорещени диалози относно житейската философия, морала, религията и милосърдието. Айдън осъзнава, че е загубил уважението на сестра си, която критикува неговата самооценка на нравствено и интелектуално извисена личност, изтъквайки маргинализирането му в провинциалната среда на фона на неосъществения му потенциал. Същевременно, Нихал също е недоволна от съпруга си, който в нейните очи, не цени начинанията ѝ и гледа на нейните усилия да осмисли ежедневието си с насмешка и снизходителност. Филмът завършва с Айдън поставен на кръстопът, но решен да спечели отново любовта на жена си.

## В ролите
| Актьор         | Роля                      |
| -------------- | ------------------------- |
| Халюк Билгинер | Айдън                     |
| Демет Акбаг    | Неджля, сестрата на Айдън |
| Мелиса Сьозен  | Нихал, съпругата на Айдън |

## Продукция
Филмът е заснет на камера Сони Ф65. Един от приложените режисьорски похвати са дългите, немонтирани диалози между протагонистите, които, според някои критици, доближават усещането от филма до четене на роман. Към юни 2015 г., филмът има оценка от 8.4/10 от IMDb  и 88% от Rotten Tomatoes . Филмът взе участие в 19. издание на Международен София Филм Фест 2015 г.